# Manuel Arbós

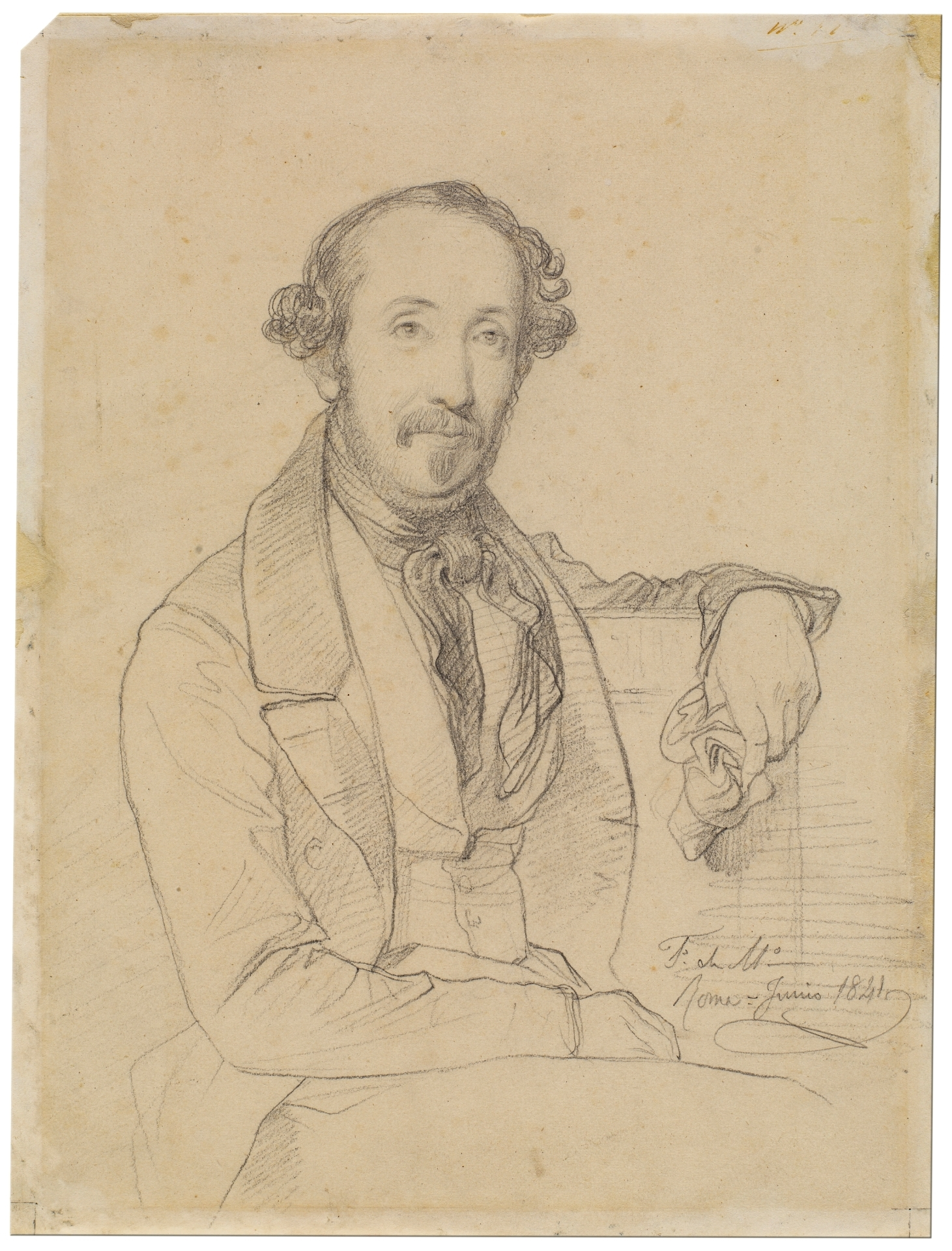
Retrato a lápiz por Federico de Madrazo, 1841. Gabinete de Dibujos, Estampas y Fotografías del Museo del Prado, legado del autor.

Manuel Arbós y Ayerbe (Madrid, c. 1806-Madrid, 1875) fue un pintor español del siglo XIX.

## Biografía

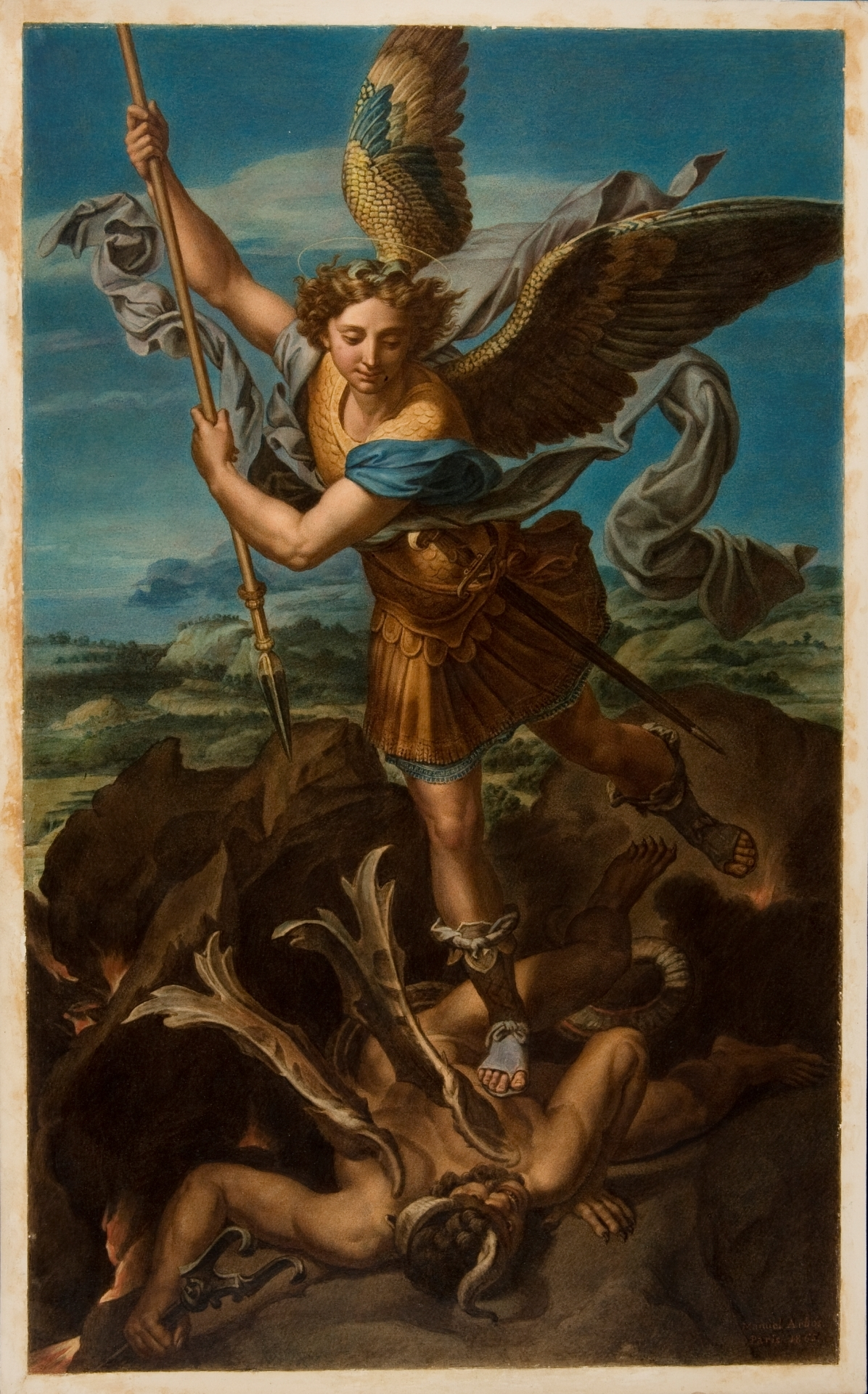
San Miguel (1865), copia de San Miguel (Rafael, 1518). Gabinete de Dibujos, Estampas y Fotografías del Museo del Prado.

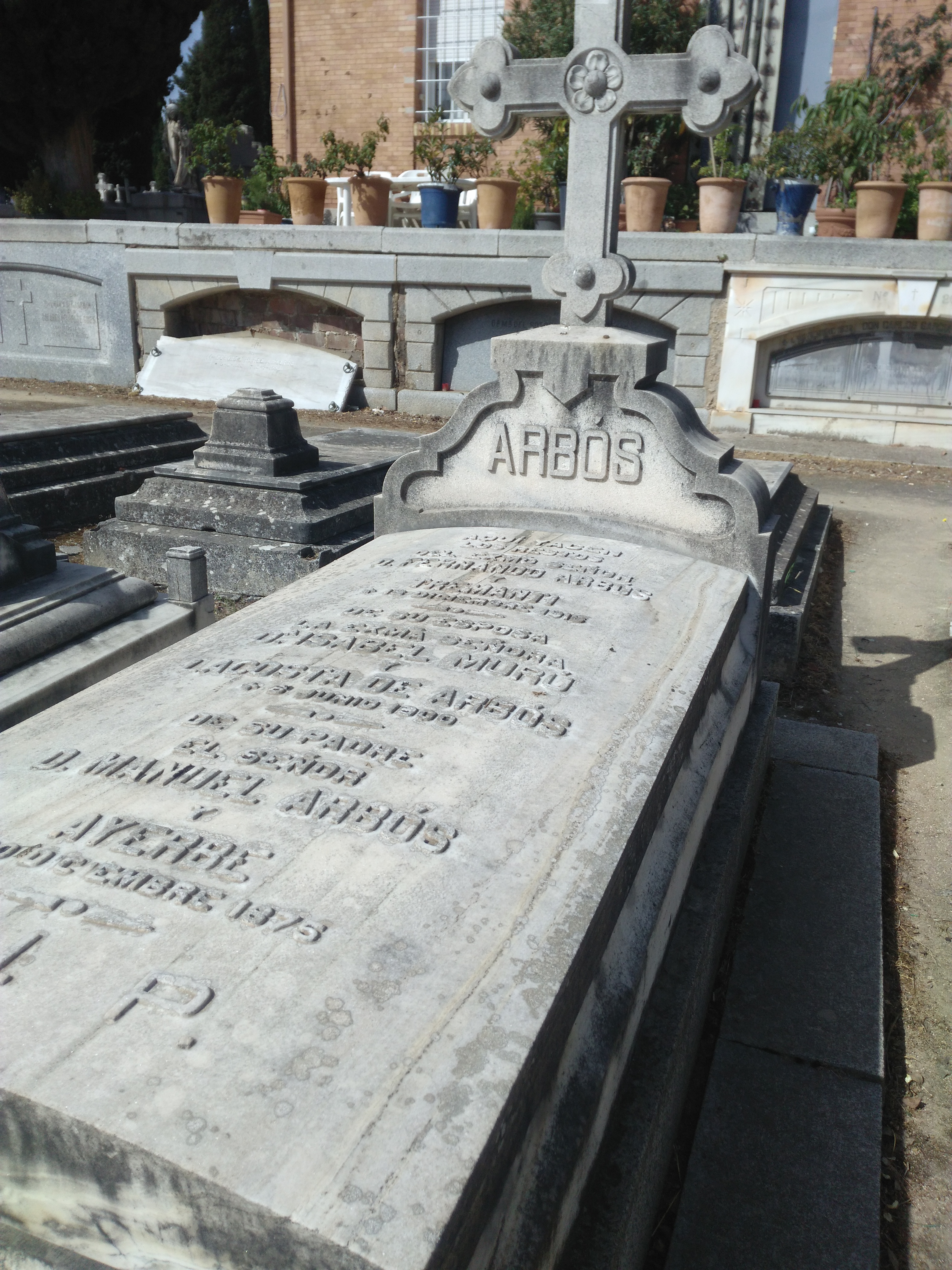
Tumba de Arbós en el cementerio de San Isidro

Nació hacia 1806 en Madrid. Arbós, que se desempeñó como pintor miniaturista, fue discípulo de la Academia de San Fernando y de la de Bellas Artes de París, así como caballero de la Orden de Carlos III.
Durante el reinado de Fernando VII obtuvo una pensión para estudiar en Roma, donde trabajó numerosas acuarelas. Al regresar a España en 1847 se convertiría en pintor de cámara de Isabel II.
Fue autor de una serie de obras que habría presentado a la Exposición Nacional de Madrid de 1866: San Miguel, aguada, copia de Rafael de Urbino, El amor sacro y el profano, de Tiziano, Descendimiento de la cruz, de Rafael, Venus, el Amor y un sátiro, de Veronés, La Virgen de Murillo y Venus sentada de Lucas Cambiaggio. Obtuvo por las dos primeras obras medalla de tercera clase, siendo adquirido el San Miguel para el Museo nacional existente en el Ministerio de Fomento (el Museo de la Trinidad). Falleció el 20 de diciembre de 1875 en Madrid.
Casado con Gertrudis Tremanti, fue padre del arquitecto Fernando Arbós y Tremanti.